# 莱纳·克拉夫特

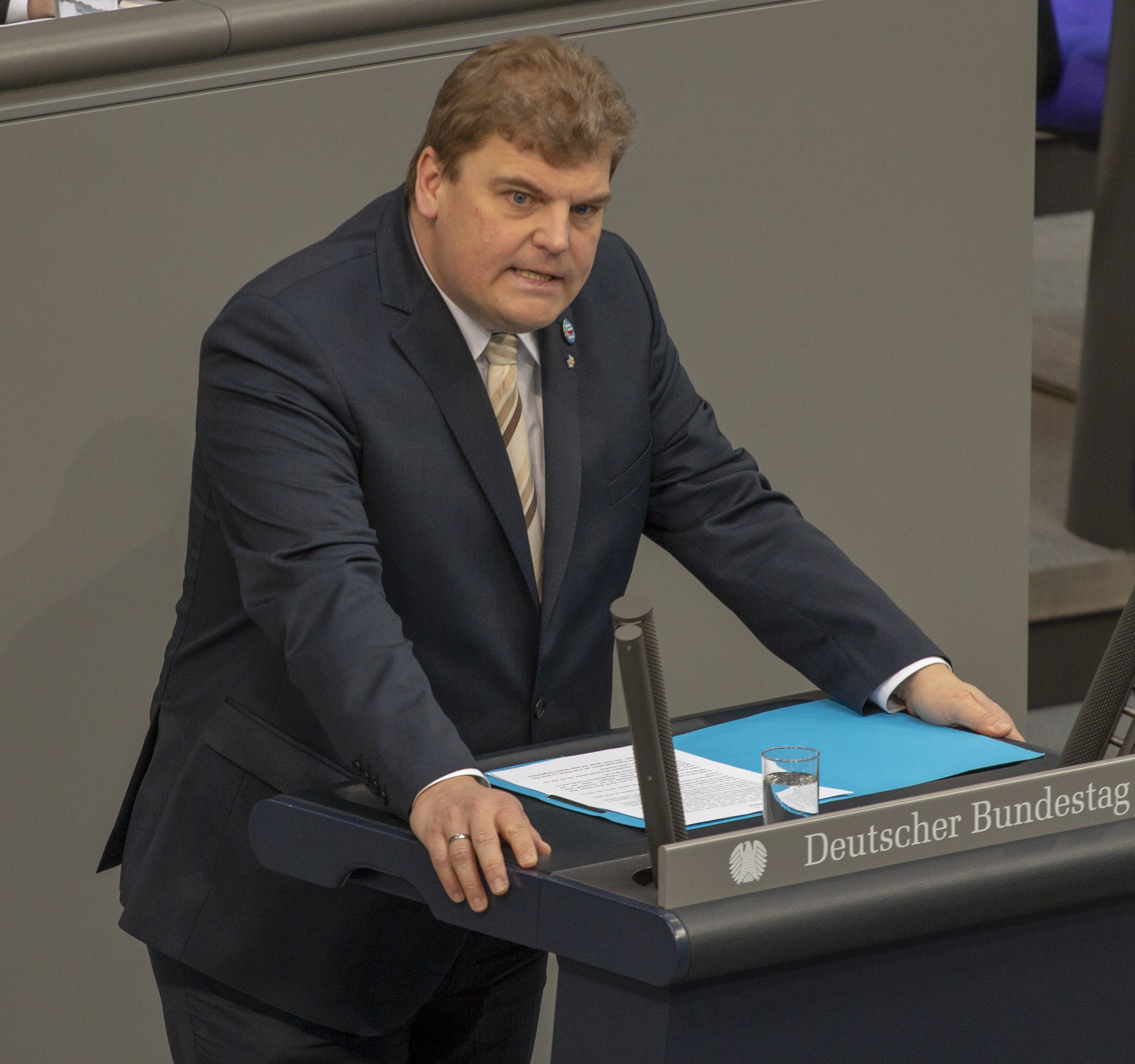
雷纳·克拉夫特 (2019年)

赖纳·德特勒夫·克拉夫特（德語：Rainer Detlef Kraft，1974年1月8日—）是德国右翼政党德國另類選擇黨政治家。自2017年起，他担任德国联邦议院议员。克拉夫特是《埃尔福特决议》的首批签署人之一。 

## 早年
克拉夫特成长于慕尼黑，拥有一个弟弟，并在当地就读于马克斯普朗克文理中学。他在奥贝尔菲希塔赫的第122装甲掷弹兵营和慕尼黑的先锋学校完成了兵役。自1994年起，他在慕尼黑大学学习化学，并于2002年获得毕业证书。2006年，他在明斯特大学Rainer Pöttgen的指导下获得化学博士学位。论文研究名为《三元稀土金属镁化合物的合成、结构和性质》。 
在进入德国联邦议院之前，克拉夫特曾在一家中型化学工业规划公司担任化学家，担任超纯硅生产工厂规划的项目经理。他在化工厂构思、规划和建设方面的国际项目使克拉夫特的足迹遍布欧洲、北美、中东和远东的各个国家。在那里，他负责设计用于硅沉积的压力容器反应器等工作。
根据他自己的说法，他在可再生能源领域的国际经验构成了他在能源和气候政策方面政治优先事项的基础。 
克拉夫特已婚，有两个孩子，住在奥格斯堡区朗韦德市施泰滕霍芬区。

## 政治立场
2013年6月，克拉夫特加入德国选择党。在另一名党员退出后，他在第二次尝试中成功补选进入德国选择党巴伐利亚州联邦议院候选人名单。 他最终在2017年联邦选举中竞选德国选择党巴伐利亚州第12个州的议员名单。 克拉夫特是议会可持续发展咨询委员会主席、环境、自然保护和核安全委员会正式成员，以及经济事务和能源委员会和交通和数字基础设施委员会替补成员。他还担任德国-墨西哥议会小组和柏林-台北议会之友小组的副主席。
2018年初，克拉夫特接替马丁·赫布纳担任德国选择党联邦议院议会党团地区小组发言人。 克拉夫特是第一位参加在耶路撒冷举行的国际议会联盟会议的德国选择党议员，该会议的主题是建设有韧性的基础设施、促进可持续工业化和实施创新。 
在2025年的联邦选举中，他通过德国选择党巴伐利亚州名单当选为第21届德国联邦议院议员。 他是环境、气候保护、自然保护和核安全委员会的正式成员。他还是交通委员会和经济事务和能源委员会的替补委员。 

### 能源和气候政策
克拉夫特是德国选择党的气候政策发言人。他是一个全球气温变暖怀疑者，在接受《Kontraste》杂志采访时，他否认二氧化碳经科学证实的全球变暖效应，而且否认温室效应的任何存在。在解释了二氧化碳是一种温室气体后，他回答说：“那不是真的。根本不存在温室效应。”并在被问及时再次确认了这一说法。 克拉夫特称气候变化是一种“错误的教义”，并希望终止能源转型。 他认为能源转型是“纯粹出于意识形态动机的对德国工业和流动性的攻击”。 
2018年，克拉夫特指责德国政府推动向欧洲“大规模移民”制造了碳排放，尽管欧洲人均碳排放比移民多得多。

### 物种保护
克拉夫特支持保护本地物种。但认为德国环境政策存在“过度理想主义”的问题。他说，引进的外来物种“在其他地方也有栖息地，所以消灭它们并不会导致灭绝”。克拉夫特认为，德国选择党正在推动正确的生态议程，而不仅仅是移民和拯救欧元。 

### 外交政策观点
克拉夫特在外交方面属于选择党的异端。也是选择党的反俄人士的代表。这基于他认为俄罗斯威胁论是真实的。
关于乌克兰战争，尽管他反对乌克兰加入北约和欧盟，他投票支持向乌克兰运送武器，并支持运送金牛座巡航导弹，甚至表示乌克兰应该考虑放弃布达佩斯备忘录恢复核武器。在2022年4月28日就“全面支持乌克兰”议案进行的投票中，他是四名投票支持该议案的德国选择党联邦议院议员之一。 2024年6月，他是仅有的四名在联邦议院聆听泽连斯基演讲的德国选择党议员之一，另外三人是阿尔布雷希特·格拉泽、约阿希姆·温德拉克、诺伯特·克莱因瓦希特。 2025年5月9日，克拉夫特批评德国社民党是是俄罗斯的游说团体、格哈特·施罗德的走狗。 克拉夫特亦认为蛛網行動有力地从核威胁中保护了德国。

2022年10月，他与所谓“柏林-台北议会之友圈”其他议会党团的议员一同访问台湾，强调了他对中华人民共和国的批判立场。在此，他也与德国选择党领导层的立场保持距离，后者要求德国必须“尊重中国的合法安全利益”。在第20届联邦议会中，克拉夫特还是“柏林－台北议会友好小组”的副主席。

据称，在亲北京势力的推动下，德国媒体收到了一些资料，试图指控克拉夫特收受贿赂。但这些指控未能得到证实。 

## 作品
- Rainer Detlef Kraft：三元稀土金属镁化合物的合成、结构和性能。论文，明斯特大学（威斯特伐利亚），2005 年。

## 网络链接
- Biographie beim Deutschen Bundestag
- Profil bei Abgeordnetenwatch.de

## 个别参考文献
1. ↑  . Universität Münster.
2. ↑  . Dr. Rainer Kraft – Mitglied des Bundestages.
3. ↑  Kai Biermann, Astrid Geisler, Christina Holzinger, Paul Middelhoff, Karsten Polke-Majewski, Tilman Steffen. . Zeit Online. 2017-09-26.
4. ↑   https://www.merkur.de/politik/afd-rainer-kraft-zum-landesgruppenchef-im-bundestag-gewaehlt-heikle-facebook-aktivitaeten-9632575.html. 缺少或|title=为空 (帮助)
5. ↑   https://www.afdbundestag.de/kraft-vertreter-der-afd-fraktion-auf-konferenz-der-internationalen-parlamentarischen-union-in-israel/. 缺少或|title=为空 (帮助)
6. ↑  www.rbb-online.de 错误：存档服务未知的存檔，存档日期[缺少日期]， In: Kontraste, 18. Januar 2018.
7. ↑  . Handelsblatt.
8. ↑  . Presse Augsburg.
9. ↑   https://www.zeit.de/2018/53/afd-umweltschutz-klimawandel-migrationspakt-besorgte-buerger/seite-3. 缺少或|title=为空 (帮助)
10. ↑   https://x.com/Dr_Rainer_Kraft/status/1890062479755231366. 缺少或|title=为空 (帮助)
11. ↑   https://x.com/Dr_Rainer_Kraft/status/1920837455822934234. 缺少或|title=为空 (帮助)
12. ↑   https://x.com/Dr_Rainer_Kraft/status/1929183359164654050. 缺少或|title=为空 (帮助)
13. ↑  . Deutscher Bundestag.